# Джошуа Логан
Джошуа Локвуд Логан III (англ. Joshua Lockwood Logan III; 1908—1988) — американський режисер театру та кіно, актор, письменник.

## Біографія
Народився 1908 року в невеликому місті на сході штату Техас, син Сьюзан (уроджена Наборс) та Джошуа Локвуда Логана. Коли хлопчику було три роки, його батько наклав на себе руки. Сім'я переїхала до будинку батьків матері в Мансфілд, Луїзіана. Через шість років після смерті батька мати Логана знову одружилася, і Джошуа почав навчатися в коледжі Culver Academies, де працював його вітчим. Після закінчення школи навчався у Прінстонському університеті. Там він захопився заняттями у студентському театрі, де в цей же час грали Джеймс Стюарт та Генрі Фонда. На останньому курсі Логан очолив студентську трупу Princeton Triangle Club. Виграв конкурс на право поїздки до Росії, на навчання до театру Станіславського. Кинувши навчання і не отримавши диплом університету, вирушив до Москви.
На Бродвеї розпочав кар'єру актора у 1932 році. Перший великий успіх прийшов у 1938 році після його режисерської роботи у виставі «Я одружився з ангелом» (англ. I Married an Angel). Протягом наступних чотирьох років він випускав по спектаклю щорічно, включаючи постановку фарсу «Тітка Чарлея» (Charley's Aunt). У 1942 році призваний на військову службу, яку завершив у 1945 році у званні капітана.
Брав участь у створенні кількох мюзиклів у театрах Бродвею, найуспішніші з яких «Південь Тихого океану» (англ. South Pacific, 1949; отримав 10 премій Тоні та Пулітцерівську премію) і «Фанні» (англ. Fanny, 1954). З 1955 працює в Голлівуді, де ставить кілька фільмів: «Пікнік» (англ. Picnic, 1955; дві премії «Оскар» з 6 номінацій і «Золотий глобус» Логану, як кращому режисеру), «Автобусна зупинка» (англ. Bus Stop, 1956), «Сайонара» (англ. Sayonara, 1957; 4 премії «Оскар» з 10 номінацій і один «Золотий глобус» з 5 номінацій), «Південь Тихого океану» (1958).
На початку 1960-х років повертається до театральних постановок, серед яких «Камелот» (англ. Camelot, 1967 року екранізований) та «Paint Your Wagon» (назва російською мовою — «Золото Каліфорнії»).
У 1980-х роках викладав акторську майстерність у Florida Atlantic University.
Помер 1988 року від над'ядерного прогресуючого паралічу.

## Особисте життя
З 1940 року одружений з актрисою Барбарою О'Ніл (1910—1980). Шлюб розірваний 1942 року. У 1945 році одружився з актрисою Недде Харріган (1899—1989).
Д. Логан страждав на захворювання, відомим як Біполярний афективний розлад.

## Критика
Відомим противником творчості Логана був один із найуспішніших кінокритиків в історії американського кіномистецтва Роджер Еберт, який називав режисера «одним із найгірших постановників свого покоління». Так, стрічці «Пікнік» (1955), номінованої на «Оскар» як найкращий фільм року, Еберт поставив дві зірки з чотирьох, додавши, що вона «незграбна і безглузда».